# Bethune Patera
La Bethune Patera è una struttura geologica della superficie di Venere.